# Auloserpusia stilpnochlora
Auloserpusia stilpnochlora är en insektsart som beskrevs av Nicholas David Jago 1970. Auloserpusia stilpnochlora ingår i släktet Auloserpusia och familjen gräshoppor. Inga underarter finns listade i Catalogue of Life.